# Сражение при Лангензальце (1761)
Сражение при Лангензальце (фр. Bataille de Langensalza) — сражение в ходе Семилетней войны (1756–1763) недалеко от городка Лангензальца (ныне Бад-Лангензальца) в Тюрингии, произошедшее 15 февраля 1761 года. Прусско-ганноверские войска разгромили франко-саксонский корпус. Большинство саксонцев было взято в плен.
Прусский фельдмаршал Фердинанд, герцог Брауншвейгский планировал в качестве главнокомандующего прусскими союзниками на западе Германии вторгнуться в Гессен и вытеснить французов, стоявших лагерями на Верре и Фульде, с их зимних квартир. 11 февраля 1761 года он выступил четырьмя колоннами и обрушился на французские винтер-квартиры со всех сторон. Французы бежали, не оказав никакого сопротивления, причем более слабые позиции были оставлены одна за другой. В тылу наступавших войск Брауншвейга остались крепкие гарнизоны Касселя (насчитывал 10 000 человек), и Гёттингена — 7 500 человек. 
Ганноверскому генералу Фридриху фон Шпёркену было поручено вытеснить французов (12 000 человек) с позиций на Унструте и дальше наступать через Эйзенах к Верре и далее к Фульде. Генерал Шпёркен столкнулся с саксонскими и французскими частями, рассредоточенными в районе Мюльхаузен — Лангензальца. В то же время прусский корпус под командованием генерал-майора Зибурга двинулся из Вайсенфельса в сторону Лангензальцы.
Шпёркен подошел к противнику со стороны Дудерштадта и тем самым помешал французскому генерал-лейтенанту Сен-Перну соединиться с войсками из Эшвеге. Выше Мюльхаузена Шпёркен перешёл на левый берег Унструта и также двинулся к Лангензальце. Ранним утром 15 февраля объединенные ганноверцы и пруссаки находились к северу от города: Шпёркен возле Тамсбрюка, Зибург возле Меркслебена. Однако из-за наступившей оттепели переправиться через Унструт оказалось затруднительно.
Французов и саксонцев, стоявших на высотах к юго-востоку от Лангензальцы, разделяла также затопленная Зальца. Французы, бывшие под командованием Шуазеля-Стенвиля, получили приказ от своего главнокомандующего маршала Брольи отойти к Верре, как только противник начнёт переправу, и Сен-Перн выполнил тут же этот приказ. К сожалению, 3000 саксонцев получили приказ Брольи только тогда, когда разыгралось сражение, и им пришлось бороться одиночку. При попытке оторваться от противника саксонская пехота около 10 часов утра была охвачена с флангов и частично разгромлена вражеской кавалерией. Пять батальонов численностью около 2000 человек были взяты в плен. Кроме того, саксонцы потеряли 13 пушек и 7 знамён. 
Остаткам саксонской армии удалось дойти до Эйзенаха только благодаря вмешательству французских драгун, атаковавших кавалерию союзников. После сражения пруссаки заняли Лангензальцу, а ганноверцы — позицию слева от Унструта.